# Iwan Alexejewitsch Popow

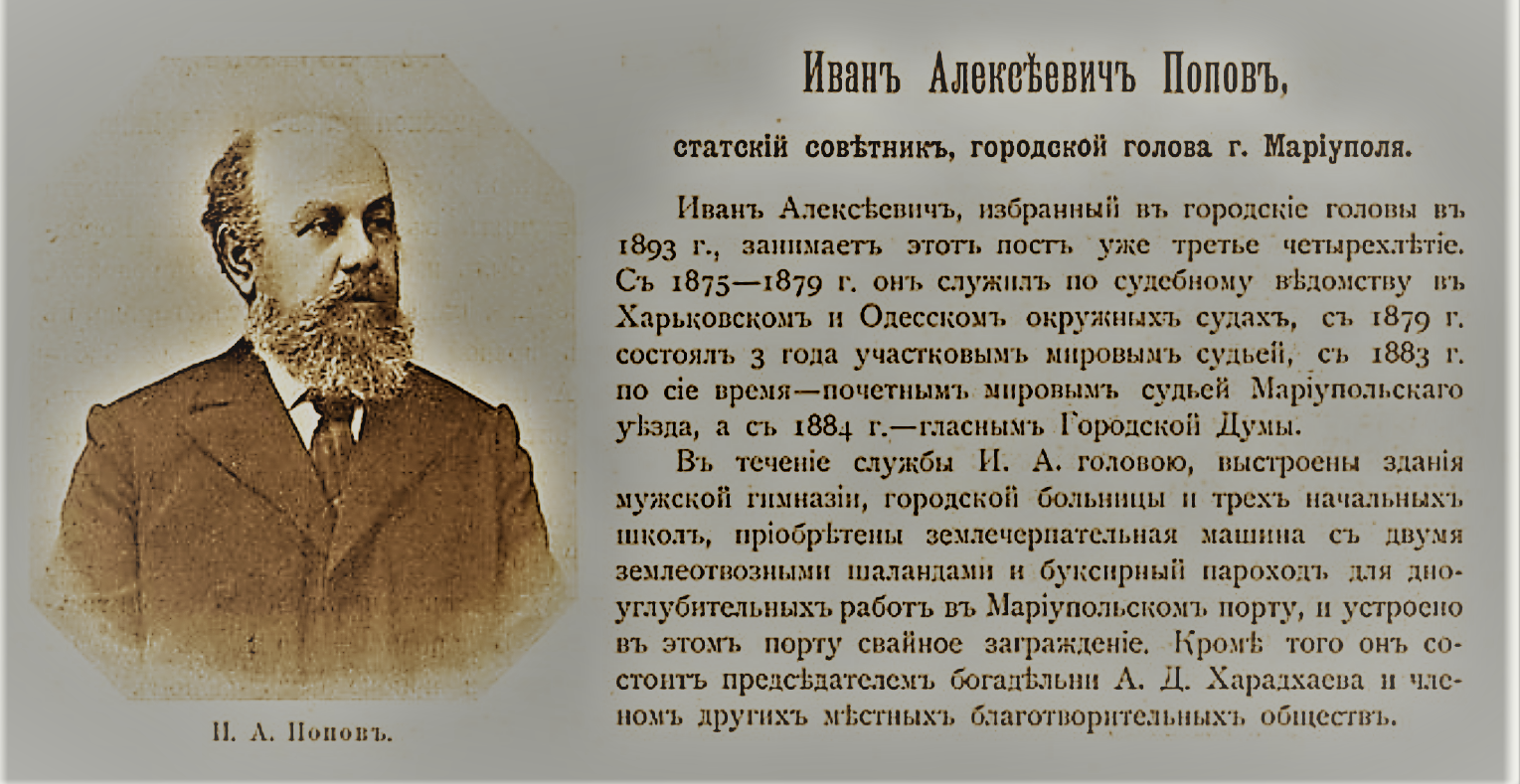
Popow. Aus dem Buch Mariupol

Iwan Alexejewitsch Popow (russisch: Иван Алексеевич Попов; * 1851; † nach 1919) war von 1896 bis 1917 Bürgermeister von Mariupol und erneut Bürgermeister von April 1918 bis November 1918 und nochmal Bürgermeister von	Januar 1919 bis Februar 1919.

## Leben
Er wurde 1851 in Mariupol in der Familie eines griechischen Kaufmanns geboren und studierte Jura an der Universität Charkow. Von 1875 bis 1880 arbeitete er an den Bezirksgerichten von Odessa, Charkow und Astrachan. Von 1879 bis 1880 führte er Ermittlungen in Strafsachen als Richter durch. Er heiratete Elisabeta Alexandrowna Charadschajew, die Tochter des reichsten Kaufmanns in Mariupol Alexander Dawidowitsch Charadschajew. 1879 wurde er vom Gemeinderat zum Bezirksrichter des Gerichtsbezirks Mariupol gewählt. 1884 wurde er bei den regulären Wahlen zum Gemeinderatsvorsitzenden gewählt. Im Dezember 1893 wählte der Gemeinderat ihn zum Bürgermeister.
Popow verbesserte die Versorgung der Stadtbewohner in Sachen Lebensmittel, Bildung und Gesundheit. Während seiner Zeit als Bürgermeister stieg die Bevölkerung der Stadt um das 1,6-fache, die Steuer-Einnahmen um das 2,7-fache. Gebaut wurden die Gebäude des Gymnasiums Alexandrinum, des städtischen Krankenhauses und der Grundschulen, der städtischen Elektrizitätsstation und des Verbrauchernetzes, der elektrischen Beleuchtung des zentralen Teils der Stadt, der städtischen Wasserversorgung und des Wasserversorgungsnetzes sowie des städtischen Schlachthofs.